# シクロペンチン
シクロペンチン(Cyclopentyne)は、環に5つの炭素原子を含むシクロアルキンである。アルキンの各原子の理想的な結合角は180°であるが、結合が環を構成する必要があるため、かなり歪んだ構造となり、三重結合は非常に反応性が高い。三重結合は[2+2]環化付加反応と[4+2]環化付加反応を容易に起こす。反応相手の立体化学を失う[2+2]環化付加反応を行うベンザインとは異なり、シクロペンチンは反応相手の立体幾何を維持したままアルケンと反応する。これは、反応性の高い構造であっても軌道対称性が重要であることを示す例となっている。この構造は、リチウムカチオンとΠ錯体を形成することができ、これが環化付加反応の反応性に影響する。銅との強い相互作用により、新しい種類のメタラサイクルを形成することさえできる。